# Ильиных, Павел Федосеевич
Павел Федосеевич Ильиных (27 августа 1896 года, деревня Калата, Верхне-Тагильская волость, Екатеринбургский уезд, Пермская губерния, Российская империя — 30 января 1968 года, Москва) — советский военный деятель, генерал-майор (1 октября 1942 года).
Кавалер двух орденов Красного Знамени до учреждения ордена Ленина.

## Начальная биография
Павел Федосеевич Ильиных родился 27 августа 1896 года в городе Калата, ныне — городе Кировград Свердловской области.

## Военная служба

### Первая мировая и гражданская войны
В декабре 1916 года призван в ряды Русской императорской армии, из которой демобилизован рядовым в марте 1917 года, после чего воевал в составе партизанского отряда бойцом и помощником командира отряда.
В августе 1918 года призван в ряды РККА и назначен на должность коменданта штаба 1-й бригады в составе 2-й Уральской горной дивизии, в сентябре — на должность помощника начальника Коммунистического отряда в составе 2-го горного полка этой же дивизии, а в ноябре того же года — на должность помощника политического комиссара 4-го направления Управления района 3-й армии. Принимал участие в боевых действиях на Восточном фронте против войск под командованием адмирала А. В. Колчака.
В июне 1919 года направлен на учёбу на 1-е Московские советские пулемётные курсы, после окончания которых в октябре того же года назначен на должность коменданта 2-й Краспоуральской бригады, а затем — на должность начальника пулемётной команды в составе 6-го Красноуральского полка. В июне 1920 года направлен в 11-ю Петроградскую дивизию, где служил на должностях начальника пулемётной команды, командира батальона в 95-м и в 96-м стрелковых полках. В составе дивизии принимал участие в боевых действиях на Западном фронте в ходе советско-польской войны.
За боевые заслуги в Гражданской войне Ильиных награждён двумя орденами Красного Знамени (Приказы Революционного военного совета Республики № 353 в 1921 году и № 65 в 1922 году).

### Межвоенное время
В сентябре 1921 года направлен на учёбу в Военную академию РККА, после окончания которой в феврале 1923 года назначен на должность командира батальона в составе 32-го стрелкового полка, в июле — на должность помощника начальника оперативной части штаба 1-й стрелковой дивизии, в ноябре — на должность командира батальона в составе 241-го стрелкового полка, в мае 1924 года — на должность помощника командира 243-го стрелкового полка по строевой части, в ноябре — на должность помощника командира 241-го стрелкового полка по хозяйственной части, а в марте 1926 года — на должность командира батальона в составе 242-го стрелкового полка.
В октябре 1927 года направлен на учёбу на Стрелково-тактические курсы «Выстрел», после окончания которых в сентябре 1928 года назначен на должность помощника начальника 1-го отдела командного управления Главного управления РККА, в сентябре 1929 года — на должность помощника военного руководителя при Московском высшем техническом училище, в октябре 1930 года — на должность военноего руководителя Высшего химико-технологического института, а в июле 1931 года — на должность военного руководителя 1-го Московского государственного университета.
После повторного окончания Военной академии имени М. В. Фрунзе в феврале 1934 года назначен на должность начальника Московского учебного центра (Московский военный округ). В июле того же года был переведён в ОКДВА и назначен на должность начальника военной подготовки учащихся вузов штаба армии, в сентябре 1937 года — на должность начальника штаба 35-й стрелковой дивизии, а в июне 1938 года — на должность помощника командира 25-й стрелковой дивизии. С сентября того же года Ильиных состоял в распоряжении Управления по комначсоставу РККА и в мае 1939 года назначен на должность преподавателя кафедры общей тактики Военной академии имени М. В. Фрунзе.

### Великая Отечественная война
В июле 1941 года назначен на должность начальника оперативного отдела штаба 44-го стрелкового корпуса, а в августе — на должность командира 174-й стрелковой дивизии, которая принимала участие в боевых действиях в ходе Смоленского сражения, действуя на великолукском направлении, а с октября по декабрь — в Калининской оборонительной операции. В ноябре того же года назначен на должность заместителя командующего 29-й армии по тылу, которая в начале февраля 1942 года попала в окружение, являясь отрезанной от Калининского фронта, однако в марте в результате ожесточённых боевых действий вышла ко своим войскам.
В июне 1942 года назначен на должность начальника штаба 58-й армии, которая в августе того же года была преобразована в 39-ю, после чего принимала участие в оборонительных боевых действиях на ржевском направлении, а также во Ржевско-Вяземской и Духовщинско-Демидовской операциях.
В конце сентября 1943 года назначен на должность начальника штаба 69-й армии, находившейся в резерве Ставки Верховного Главнокомандования. В мае 1944 года генерал-майор Ильиных «за устранение от обучения офицеров штаба, исключительно низкую дисциплину в штабе, устранение от решения оперативных вопросов в критические и напряжённые моменты боя, нечестность» был освобождён от занимаемой должности и направлен в распоряжение Военного совета 1-го Белорусского фронта. В октябре того же года назначен на должность командира 395-й стрелковой дивизии, а в декабре — на должность командира 106-го стрелкового корпуса, который вскоре принимал участие в боевых действиях в ходе Сандомирско-Силезской, Нижнесилезской, Верхнесилезской, Моравско-Остравской и Пражской наступательных операций.

### Послевоенная карьера
После окончания войны Ильиных вернулся в Военную академию имени М. В. Фрунзе, где служил на должностях преподавателя кафедры общей тактики, заместителя начальника учебного отдела и старшего тактического руководителя курсов усовершенствования командиров стрелковых дивизий при этой же академии. В 1956 году направлен в Военную академию химической защиты имени К. Е. Ворошилова и назначен на должность заместителя начальника кафедры общей тактики.
Генерал-майор Павел Федосеевич Ильиных в августе 1957 года вышел в запас. Умер 30 января 1968 года в Москве.

## Награды
- Орден Ленина;
- Четыре ордена Красного Знамени;
- Два ордена Кутузова 2 степени;
- Орден Отечественной войны 1 степени;
- Орден Красной Звезды;
- Медали.